# Коблов, Пётр Иванович
Пётр Иванович Коблов (12 февраля 1930, Акшуат, Средневолжский край — 11 марта 2014, Саров, Нижегородская область) — советский и российский инженер-конструктор, специалист в области ядерного и термоядерного зарядостроения, доктор технических наук (1988), профессор (1994); лауреат Ленинской премии (1963). Заслуженный конструктор Российской Федерации (1996).

## Биография
Родился 12 февраля 1930 года в селе Акшуат (ныне — Ульяновской области).
С 1952 года после окончания Куйбышевского индустриального института им. В. В. Куйбышева работал в системе атомной промышленности СССР. С 1952 года направлен в закрытый город Арзамас-16, работал инженер-конструктором и старшим инженер-конструктором по разработке ядерного оружия во ВНИИЭФ.
С 1955 года направлен в закрытый город Челябинск-70 начальником группы, с 1958 года — заместитель начальника, с 1960 — начальник отдела, с 1965 — начальник Научно-конструкторского отделения, с 1968 — первый заместитель главного конструктора ВНИИТФ, занимался вопросами разработки, испытания, изготовления и постановки на вооружение ядерных и термоядерных зарядов. Одновременно с основной деятельностью преподавал и был профессором на Отделении № 6 МИФИ, с 1997 года был заместителем заведующего кафедрой.
С 2006 года на пенсии. Умер 11 марта 2014 года, похоронен в Снежинске.

## Награды
Источники:

### Ордена
- Орден Ленина (1976)
- Орден Октябрьской революции (1987)
- Три Ордена Трудового Красного Знамени (1962, 1971, 1981)
- Орден «Знак Почёта» (1955)

### Премии
- Ленинская премия (1963)

### Звания
- Заслуженный конструктор Российской Федерации (1996)

### Знаки отличия
- Почётный гражданин города Снежинска (30.5.2007[2])